# Sonet 123 (William Szekspir)

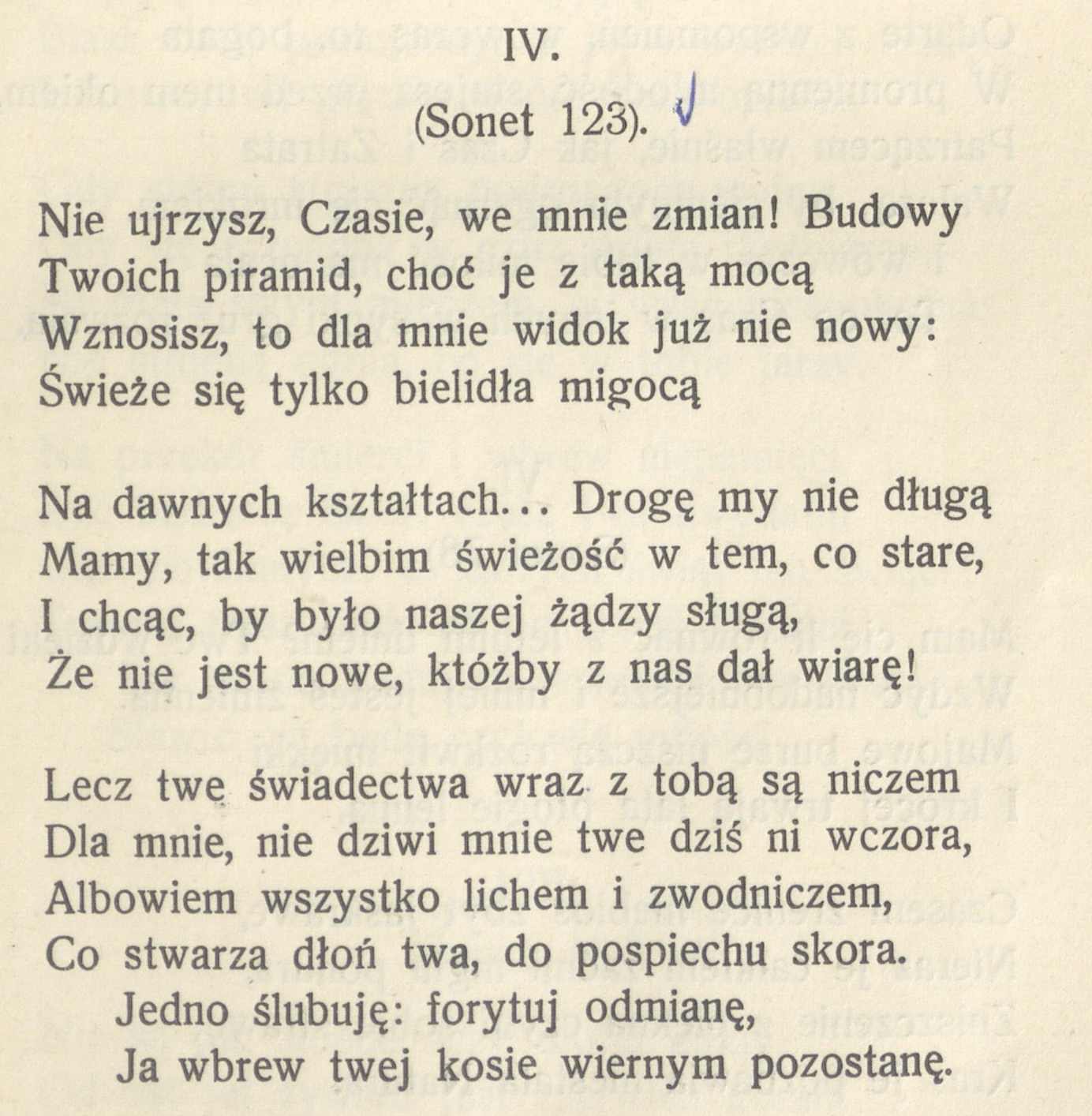
Pierwszy przekład sonetu 123 na język polski z 1907 przez Jana Kasprowicza.

No, Time, thou shalt not boast that I do change:

Thy pyramids built up with newer might

To me are nothing novel, nothing strange;

They are but dressings of a former sight.

Our dates are brief, and therefore we admire

What thou dost foist upon us that is old;

And rather make them born to our desire

Than think that we before have heard them told.

Thy registers and thee I both defy,

Not wondering at the present nor the past,

For thy records and what we see doth lie,

Made more or less by thy continual haste.

This I do vow and this shall ever be;

I will be true despite thy scythe and thee.

Nie ujrzysz, Czasie, we mnie zmian! Budowy

Twoich piramid, choć je z taką mocą

Wznosisz, to dla mnie widok już nie nowy.

Świeże się tylko bielidła migocą

Na dawnych ścianach... Drogę my niedługą

Mamy, więc wielbim świeżość w tem, co stare,

I chcąc, by było naszej żądzy sługą,

Że nie jest nowe, któżby z nas dał wiarę!

Lecz twe świadectwa wraz z tobą są niczem

Dla mnie, nie dziwi mnie twe dziś ni wczora,

Albowiem wszystko lichem i zwodniczem,

Co stwarza dłoń twa, do pośpiechu skora.

Jedno ślubuję: Forytuj odmianę,

Ja wbrew twej kosie wiernym pozostanę.

Sonet 123 (incipit NO ! Time, thou ſhalt not boſt that I doe change, ) – jeden z cyklu 154 sonetów autorstwa Williama Szekspira. Po raz pierwszy został opublikowany w 1609 roku.
Sonety 123, 124 i 125, mogą być uważane za poetycki komentarz do wspaniałego roku 1603–1604, kiedy to wielu poetów składało literackie hołdy nowemu królowi Anglii Jakubowi I Stuartowi, jednakże William Szekspir tego nie uczynił. 

## Treść
W sonecie tym podmiot liryczny, przez niektórych badaczy utożsamiany z autorem, zmierzając do końca cyklu sonetów poświęconych Młodzieńcowi,  zapewnia o stałości swoich uczuć wbrew czasowi. Wychodząc z zapewnień złożonych w poprzednim sonecie, że jego stała miłość, zapewnia najlepszą obronę, zaprzecza znaczeniu upływu czasu i wydarzeń z przeszłości na jego miłość. Nawet jeśli obiekt jego miłości nie jest wart jego oddania, nie ma to znaczenia, dla miłości jest zdolny do poświęcenia. 
Metafora w drugim wersie, może być nawiązaniem do współczesnych poecie piramid uświetniających łuki triumfalne wzniesionych w Londynie, celem uświetnienia przemarszu nowego króla. W kolejnych wersach poeta deklaruje, że nie wywarły na nim wrażenia. 

## Polskie przekłady
| 1907 |  | Nie ujrzysz, Czasie, we mnie zmian! Budowy              |  | Jan Kasprowicz      | [ 10 ] |
| 1913 |  | Nie pusz się próżno, Czasie, mą zmiennością:            |  | Maria Sułkowska     | [ 11 ] |
| 1922 |  | Nie ujrzysz, Czasie, we mnie zmian! Budowy              |  | Jan Kasprowicz      | [ 4 ]  |
| 1948 |  | Nie będziesz ty, Czasie, chełpił, żem się zmienił       |  | Władysław Tarnawski | [ 12 ] |
| 1968 |  | Nie, nie będziesz się, Czasie, chełpił moją zmianą:     |  | Marian Hemar        | [ 13 ] |
| 1979 |  | Nie chełp się, Czasie, że ujrzysz mą zmianę!            |  | Maciej Słomczyński  | [ 14 ] |
| 2011 |  | Nie, Czasie, nie chełp się, żeś poddał mnie przemianie: |  | Stanisław Barańczak | [ 7 ]  |
| 2015 |  | Nie, nie triumfuj Czasie, że mnie zmieniasz:            |  | Ryszard Długołęcki  | [ 15 ] |